# Verdwijning van Evelyn Hartley
Evelyn Grace Hartley (21 november 1938 - verdwenen op 24 oktober 1953) was een Amerikaanse tiener die op mysterieuze wijze verdween in La Crosse County. Haar verdwijning leidde tot een zoektocht waaraan meer dan 2000 mensen deelnamen. In het eerste jaar na haar verdwijning ondervroegen rechercheurs meer dan 3500 mensen.

## Verdwijning
Op 24 oktober 1953 werd Evelyn Hartley ingehuurd als babysitter door Viggo Rasmussen, een professor aan La Crosse University, om op zijn dochter van 20 maanden te passen. Hartleys vader was een collega van Rasmussen. Nadat Evelyn die avond niets van zich had laten horen, belde Hartleys vader meerdere keren naar het huis van Rasmussen. Ongerust reed hij daarna naar het huis van Rasmussen. Eenmaal daar aangekomen was de voordeur op slot. De lichten en de radio binnenshuis waren aan. De meubels in de woonkamer waren versleept en haar schoolboeken lagen verspreid op de vloer. Haar vader vond haar schoenen in verschillende kamers en vond de kapotte bril van zijn dochter op de bovenetage. Evelyn Hartley zelf was nergens te bekennen.
De deur aan de achterzijde van het huis die naar de kelder leidde, zat niet op slot. Het kelderraam stond open en de hor was verwijderd. Een trapje was onder het geopende venster geplaatst. Er werden braaksporen aangetroffen op het raam. Op verschillende plekken in het huis waren voetafdrukken zichtbaar. Bloed werd gevonden in het huis en in de tuin. Bloedige handafdrukken werden ontdekt op de garagedeur van het buurhuis. Het kind waar Hartley voor moest zorgen was ongedeerd en lag te slapen.

## Politieonderzoek
De politie vermoedde dat de dader Hartley door de tuin heeft meegenomen, alwaar zij viel, voordat zij werd opgetild en weggedragen. Eveneens vermoedde de politie dat zij waarschijnlijk in een auto is gestopt die daarna is weggereden. Een buurman vertelde dat hij herhaaldelijk een auto door de buurt had zien rijden, terwijl een andere buurtbewoner beweerde geschreeuw te hebben gehoord.
Buurtbewoner Ed Hofer verklaarde aan de politie dat hij twee mannen met een meisje had gezien vlak bij het huis van Rasmussen. Het meisje zat tussen de mannen ingeklemd en hij dacht dat ze dronken was, omdat de mannen haar vasthielden terwijl ze over straat liepen. Later werd hij bijna aangereden door een Buick die met hoge snelheid in westelijke richting reed. In de auto zaten dezelfde twee mannen en het meisje.
Enkele dagen na het incident werden er op verschillende locaties kledingstukken gevonden, besmeurd met bloed. Het bloed dat aangetroffen was op een jas kwam overeen met de bloedgroep van Hartley.
Meer dan 1000 leden van de lokale gemeenschap, waaronder politie, de National Guard en padvinders, namen in oktober 1953 deel aan een zoektocht. De Civil Air Patrol en de United States Air Force werden eveneens ingezet. Er vonden voertuiginspecties plaats in La Crosse County en pompbedienden werden gevraagd auto's te controleren op bloedsporen. Recente graven werden geopend om te zien of Hartleys stoffelijke resten daar waren.
Ook werd moordenaar Ed Gein beschouwd als verdachte, omdat hij op het moment van Hartleys verdwijning familie bezocht in de buurt van het huis van Rasmussen. Gein ontkende iets met de zaak te maken te hebben en doorstond twee leugendetectortests. Er werden geen sporen van Hartley aangetroffen in het huis van Gein. In 1957 verklaarden de autoriteiten dat Gein niet langer in verband werd gebracht met de verdwijning van Hartley.

## Latere ontwikkelingen
In 2004 kwam een man genaamd Mel Williams naar voren met een gesprek dat hij in 1969 had opgenomen in een bar. Hoewel het in eerste instantie zijn doel was om de band op te nemen die die avond speelde, werd ook een gesprek tussen twee mannen vastgelegd. Op de tape incrimineerde één van de mannen, genaamd Clyde Peterson, zichzelf, Jack Gaulphair en een niet bij naam genoemde derde partij in de verdwijning van Hartley. De man op de tape beweerde dat ze Hartley hadden ontvoerd en vermoord en dat ze begraven lag in La Farge. Gaulphair pleegde in 1967 zelfmoord en Peterson stierf in 1974. Hoewel de autoriteiten beloofden de zaak uit te zoeken, zijn er nooit verdere ontwikkelingen geweest.